# 罗莎琳德·坎特
罗莎琳德·坎特（英語：Rosalind Canter，1986年1月13日—），英国女子马术运动员，2018年世界锦标赛个人三项赛和团体三项赛金牌得主、2024年夏季奥林匹克运动会团体三项赛金牌得主。